# Грюнтал-Ридала, Виллем
Виллем Грюнтал-Ридала (эст. Villem Grünthal-Ridala; 30 мая 1885, Куйвасту, Муху — 16 января 1942, Хельсинки) — эстонский поэт, переводчик, языковед, фольклорист.

## Биография
Сын владельца корчмы на острове Муху. Сначала Виллем посещал приходскую школу в Гелламаа, потом частную школу в Айзеншмидте и высшую школу Курессааре. С 1905 года он изучал финскую литературу в Императорском Александровском университете. В 1911 году он получил докторскую степень.
С 1910 по 1919 был профессором Юрьевского университета в Эстонии. С 1910 по 1914 г. он издавал «Эстонскую литературную газету», эст. Eesti Kirjandus, и газету эст. Üliõpilaste leht с 1914 до 1916 года.
С 1923 года и до своей смерти Виллем Грюнтал-Ридала был профессором эстонского языка и литературы Хельсинкского университета. В 1941 году он получил докторскую степень по балто-финским языкам.

## Лирика
Виллем Грюнтал-Ридала стал известным благодаря своим поэмам на эстонском языке. Эпическое произведение «Toomas ja Mai» (1924), а также сборник баллад «Sinine kari» стали образцовыми для эстонской поэзии того времени. В поэмах заметное влияние импрессионизма, главными мотивами произведений являются пейзажи его родного острова и жизнь рядом с морем. Виллем Грюнтал-Ридала принадлежал к эстонскому литературному движению «Молодая Эстония» (эст. Noor-Eesti), образованному в 1905 году.

## Избранные поэмы
- «Villem Grünthali laulud» (1908)
- «Kauged rannad» (1914)
- «Ungru krahv ehk Näckmansgrund» (1915)
- «Merineitsit» (1918)
- «Saarnak» (1918)
- «Toomas ja Mai» (1924)
- «Tuules ja tormis» (1927)
- «Sinine kari» (1930)
- «Meretäht» (1935)
- «Laulud ja kauged rannad» (1938)
- «Väike luuleraamat» (1969)
- «Valitud värsid» (1986)
- «Püha Rist» (2005; ISBN 9949-13-275-4)